# Æbelholt Kloster
Æbelholt Kloster var et kloster under Augustinerordenen beliggende i Tjæreby Sogn 5 kilometer vest for Hillerød. 

## Historie
Klostret blev på sin nuværende placering oprettet i 1176, da Abbed Vilhelm, støttet af store donationer fra Absalon, flyttede klosteret fra Eskilsø i Roskilde Fjord. I første omgang opførte man en trækirke, som i 1210 blev afløst af en stenkirke. Da man efter Vilhelms død (1203) talte om undere ved hans grav, begyndte pilgrimme at strømme til klosteret, der udviklede sig til Nordens største Augustinerkloster. Vilhelm blev på foranledning af Anders Sunesen kanoniseret i 1224. 
På Vilhelms tid husede klosteret 25 kanniker, men der skulle dagligt bespises omkring 100 mennesker. Trods store indtægter fra jordegods både lokalt, i København og i Halland og indtægter fra afholdelse af markeder ved klosteret satte det store gæsteri i 1300-tallet klosteret i gæld.
Efter reformationen blev klosteret i 1544 forlenet til Christoffer Trundsen, der skulle sørge for de sidste korherrer, der endnu var tilbage. I 1555 blev klosterkirken til sognekirke, men allerede i 1561 fandt man den for stor og lod den nedrive; i 1560 var klosteret helt ophævet. En del af stenene blev anvendt, da man opførte det nærliggende Frederiksborg Slot. 
Da arkæologer i 1930'erne og 1950'erne udgravede tomten efter middelalderklosteret, fandt de knap 780 skeletter på begravelsespladsen.

### Æbelholt Klostermarked
Lige siden Æbelholt Kloster blev oprettet, har der været afholdt klostermarked med start den 16. juni, på den hellige Sankt Vilhelms festdag. Folk fra nær og fjern valfartede til Æbelholt klostermarked, som forløb over 14 dage.
I moderne tider er markederne blevet genoptaget og har siden 1998 været afholdt over en weekend hvert år.

## Æbelholt Kloster Museum
Æbelholt Kloster Museum viser et udvalg af de skeletter, der er fundet ved udgravningerne af klostret. I udstillingen findes også en del genstande fra området.
I 1957 anlagde man en klosterhave med lægeplanter fra middelalderen.

## Eksterne kilder og henvisninger
- Atlas over danske klostre af H.N. Garner 1968
- Kirkeleksikon for Norden, Jydsk Forlags-forretning og Hagerups Forlag, 1900-1929
- Æbelholt Klostermuseum Arkiveret 4. juni 2023 hos  Wayback Machine
- Naturstyrelsen om Æbelholt Kloster
- Om Æbelholt Kloster på www.oresundstid.dk

55°56′44.16″N 12°12′44.88″Ø / 55.9456000°N 12.2124667°Ø